# Departamento de Sobremonte
Departamento de Sobremonte är en kommun i Argentina.   Den ligger i provinsen Córdoba, i den centrala delen av landet, 800 km nordväst om huvudstaden Buenos Aires. Antalet invånare är 4 531.
Trakten runt Departamento de Sobremonte består i huvudsak av gräsmarker. Trakten runt Departamento de Sobremonte är nära nog obefolkad, med mindre än två invånare per kvadratkilometer.